# Roberta Nanni
Roberta Nanni (Bologna, 28 ottobre 1965) è un'attrice ed ex modella italiana.

## Biografia
Attrice di cinema, teatro e televisione, dopo aver fatto la modella, recita nei panni di Stefania Silvestri in CentoVetrine e diventa poi nota al pubblico giovane per l'interpretazione del ruolo di Maria Vittoria Riccadonna, madre di Tinelli e Annina e moglie di Enzo Tinelli, nella sit-com Fiore e Tinelli (2007-2009), in onda su Disney Channel. In questa sit-com ha un ruolo di una madre perfezionista e apprensiva, con la tendenza a non commettere errori.
Tra gli altri lavori, ricordiamo: la soap opera Un posto al sole d'estate del 2007, il film tv Marameo (2008), regia di Rolando Colla, e la miniserie tv Il commissario De Luca (2008), diretta da Antonio Frazzi, Camera Cafè (2011/12). Al 2021 è una presentatrice di televendite del canale QVC.
È cofondatrice e insegnante dell'associazione Sagome Teatro a Milano, che dal 2009 organizza corsi di teatro e dizione ed eventi culturali in città.

## Filmografia parziale

### Cinema
- Sottotiro, regia di Guido Giansoldati (1998)
- Princesa, regia di Henrique Goldman (2001)
- Il cantico di Maddalena, regia di Mauro Campiotti (2011)
- Vera Bes, regia di Francesco Francio Mazza (2014)

### Televisione
- Occhio di falco - serie TV, 1 episodio (1996)
- Il conto Montecristo, regia di Ugo Gregoretti - Miniserie TV, 1 episodio (1997)
- Vivere - serie TV, 1 episodio (1999)
- Casa Vianello - serie TV, 1 episodio (2000)
- CentoVetrine - serie TV, alcuni episodi (2001, 2006-2007)
- Nebbie e delitti, regia di Riccardo Donna - Miniserie TV - Episodio Nessuna traccia di frenata (2007)
- Un posto al sole d'estate - serie TV, 1 episodio (2007)
- Marameo, regia di Rolando Colla - Film TV (2008)
- Il commissario De Luca, regia di Antonio Frazzi - Miniserie TV (2008)
- Fiore e Tinelli - serie TV, (2007-2009) - Sit-com
- Quelli dell'Intervallo Cafe - serie TV, 1 episodio (2010)
- Camera Café - serie TV,(2011-2012)